# Colomars
Colomars (en francès Colomars) és un municipi francès situat al departament dels Alps Marítims i a la regió de Provença – Alps – Costa Blava.

## Demografia
| 1962                                       | 1968 | 1975  | 1982  | 1990  | 1999  | 2006  |
| ------------------------------------------ | ---- | ----- | ----- | ----- | ----- | ----- |
| 679                                        | 979  | 1.241 | 1.714 | 2.307 | 2.876 | 3.161 |
| Des de 1962: població sense dobles comptes |      |       |       |       |       |       |

## Administració
| Període   | Identitat         | Partit |
| --------- | ----------------- | ------ |
| 1987-2008 | Henri-Paul Girard |        |
| 2008-     | Isabelle Brès     |        |